# Rufmord (1963)
Rufmord (Originaltitel: Twilight of Honor) ist ein US-amerikanisches Filmdrama von Boris Sagal aus dem Jahr 1963. Das Drehbuch basiert auf dem gleichnamigen Roman von Al Dewlen.

## Handlung
Cole Clinton, einer der bekanntesten Einwohner von Durango in New Mexico, wurde brutal ermordet. Der junge Anwalt David Mitchell wird zum Anwalt des Verdächtigen Ben Brown bestellt. Mitchell glaubt zuerst an Browns Schuld, doch das geschriebene Geständnis, das ihm vorgelegt wird, steht im krassen Widerspruch zu Browns Aussagen, die er gegenüber Mitchell macht. Mitchells einzige Unterstützung kommt vom pensionierten Anwalt Art Harper und dessen Tochter Susan.
Der politisch ambitionierte Staatsanwalt Norris Bixby weigert sich, wichtige Zeugen in den Zeugenstand zu rufen. Als auch Browns Ehefrau Laura Mae nicht aussagen soll, ist Mitchell überzeugt, dass Brown Opfer einer Intrige ist. Mit Harpers Hilfe findet Mitchell die Wahrheit heraus. Brown hat Clinton erschossen, als er ihn im Bett mit seiner Frau überraschte. Die Anklage ist um den Ruf des Ermordeten bemüht und versucht, Mitchell von seiner Verteidigungstaktik abzubringen. Doch die Tatsache des Ehebruchs lässt die Jury auf nicht schuldig urteilen. Harper ist erfreut, dass sich sein zukünftiger Schwiegersohn als ehrenhafter Anwalt erwiesen hat.

## Hintergrund
Die Premiere hatte der Film am 18. Oktober 1963 in Chicago. In den deutschen Kinos erschien er erstmals am 6. Februar 1964.
Nach seinem Erfolg als Dr. Kildare in der gleichnamigen TV-Serie war Rufmord für Richard Chamberlain die erste Hauptrolle in einem Kinofilm.

## Kritiken
Das Lexikon des internationalen Films beschreibt den Film als „Gerichtsdrama mit einem jungen Richard Chamberlain in der Hauptrolle, der seine Rolle facettenreich anlegt und dem Film einiges Interesse sichert“. Das Fazit der Filmzeitschrift Cinema lautete: „Hübsch verzwickt, aber ohne Pep.“
Variety bescheinigte, dass die Dichte des Drehbuchs durch die gerissene und flexible Regie eingefangen worden sei. Bosley Crowther von der New York Times hingegen sah in der Perlberg-Seaton-Produktion ein standardgemäßes überraschungsloses Gerichtsdrama mit einem guten Richard Chamberlain.

## Auszeichnungen
1964 waren Nick Adams in der Kategorie Bester Nebendarsteller und George W. Davis, Paul Groesse, Henry Grace und Hugh Hunt in der Kategorie Bestes Szenenbild/Schwarzweiß für den Oscar nominiert. 
Eine weitere Nominierung gab es für Joey Heatherton für den Golden Globe als Beste Nachwuchsdarstellerin.